# Колонна, Маркантонио (младший)
Маркантонио Колонна младший (итал. Marcantonio Colonna, iuniore; 16 августа 1724, Рим, Папская область — 4 декабря 1793, там же) — итальянский куриальный кардинал и доктор обоих прав. Внучатый племянник кардинала Карло Колонна и брат кардинала Пьетро Колонна Памфили. Префект Священного Апостольского дворца с 9 сентября 1743 по 24 сентября 1759. Титулярный архиепископ Коринфа с 19 по 20 апреля 1762. Генеральный викарий Рима с 20 апреля 1762 по 4 декабря 1793. Префект Священной Конгрегации резиденций епископов с 20 апреля 1762 по 4 декабря 1793. Архипресвитер патриаршей Либерийской базилики с 18 января 1763 по 4 декабря 1793. Камерленго Священной Коллегии Кардиналов с 20 января 1770 по 4 марта 1771. Кардинал-дьякон с 24 сентября 1759, с титулярной диаконией Санта-Мария-ин-Аквиро с 19 ноября 1759 по 19 апреля 1762. Кардинал-священник с титулом церкви Санта-Мария-делла-Паче с 19 апреля 1762 по 25 июня 1784. Кардинал-священник с титулом церкви Сан-Лоренцо-ин-Лучина с 25 июня по 20 сентября 1784. Кардинал-епископ Палестрины с 20 сентября 1784. 